# Sybilla (imię)

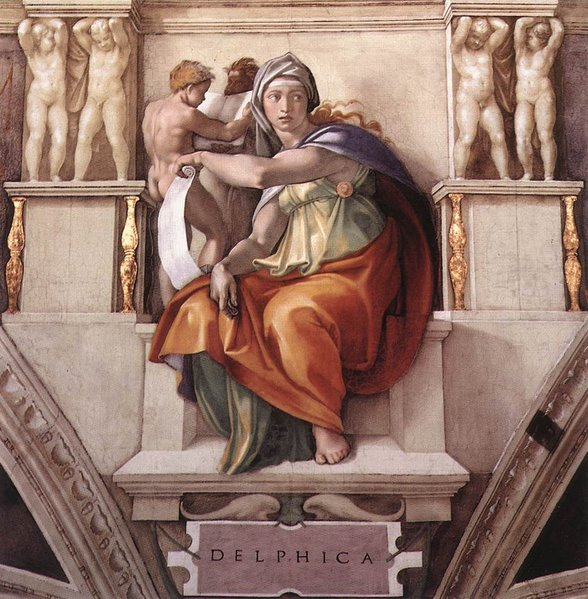
Sybilla delficka – fresk Michała Anioła

Sybilla – imię żeńskie pochodzenia greckiego; w mitologii greckiej wieszczka przepowiadająca przyszłość. 
Pierwsze polskie zapisy tego imienia datowane są na około 1265 rok. 
W 2019 roku w Polsce Sybilla zajmowała 362. miejsce wśród imion żeńskich (645 nadań), w rejestrze PESEL występowała także m.in. w formach Sybila (81 nadań), Sibel (23 nadania), Sybilia (13 nadań), Sybille (9 nadań), Sibilla (3 nadania), Sibella i Sibilia (po 2 nadania).
Sybilla imieniny obchodzi 29 kwietnia oraz 9 października, na pamiątkę św. Sybilli z Gages (również Sybilla z Aywi-res). 

## Osoby o imieniu Sybilla
- Sybilla Kumańska – kapłanka wyroczni Apollina w Cumae
- Sybilla Jerozolimska – królowa Jerozolimy
- Sybilla z Normandii – królowa Szkocji
- Sybilla Burgundzka (ur. między 1125 a 1130, zm. 1150) – księżniczka burgundzka, królowa sycylijska
- Sybilla Bawarska (1489–1519) – księżniczka Bawarii–Monachium oraz księżna elektorowa Palatynatu Reńskiego
- Sybilla – córka arcyksiężniczki Kunegundy Habsburżanki i księcia Bawarii, Albrechta IV Wittelsbacha; prawnuczka Cymbarki Piastówny; żona elektora Palatynatu Reńskiego, Ludwika V
- Sybilla pomorska (1541–1564) – córka Barnima IX Pobożnego, księcia pomorskiego, szczecińskiego i wołogoskiego oraz Anny
- Sybilla Małgorzata (1620–1657) – księżniczka legnicka, córka piastowskiego księcia Jana Chrystiana i jego pierwszej małżonki Doroty Sybilli Hohenzollern
- Sybilla Urszula z Brunszwiku-Lüneburga (1629–1671) – księżniczka brunszwicka, córka księcia Augusta Młodszego i jego żony Doroty
- Sybilla Dekker (ur. 1942) – holenderska polityk i działaczka gospodarcza, minister mieszkalnictwa, planowania przestrzennego i środowiska
- Sybilla Jülich-Kleve-Berg (1512–1554 – księżniczka Jülich-Kleve-Berg, księżna elektorowa Saksonii
- Sybilla Koburg (1908–1972) – księżniczka Saksonii, później księżna Västerbotten
- Sybilla Masters (zm. 1720) – pierwsza znana amerykańska wynalazczyni, która wynalazła młyn do mielenia ziarna kukurydzy oraz metodę wyrobu kapeluszy z włókna palmy
- Sybilla Pacówna – córka Feliksa Jana Paca, benedyktynka, z m.in. której posagu sfinansowano odbudowę kościoła św. Katarzyny w Wilnie, spalonego podczas najazdu moskiewskiego w 1655 r.
- Cybill Shepherd – amarykańska aktorka
- Maria Sibylla Merian (1647–1717) – niemiecka przyrodniczka i artystka malarka, uznawana za jednego z pierwszych entomologów

Postacie fikcyjne: 
- Sybilla Trelawney – postać z cyklu Harry Potter, nauczycielka wróżbiarstwa w Hogwarcie
- Sybilla Vane (Portret Doriana Graya)